# Ludwig Sebus
Ludwig Sebus (Keulen, 5 september 1925) is een Duitse dialectzanger.

## Jeugd
Ludwig Sebus groeide op in Keulen als zoon van een vergulder. In 1943 werd hij opgeroepen voor de militaire dienstplicht en ging naar Rusland en aan het eind van 1949 keerde hij pas uit gevangenschap terug naar Keulen. In 1950 vervoegde hij zich bij de Altermarktspielkreis. Daarna solliciteerde hij bij het literaire comité van het Festkomitee Kölner Karneval en werd daar drie jaar lang voorbereid op zijn komende optredens op het podium. Het eerste grote succes had hij tijdens het seizoen 1954/1955 met het lied Jede Stein in Kölle eß e Stöck vun deer. Sindsdien trad hij regelmatig op bij het Keulse carnaval en veel van zijn optredens en concerten werden uitgezonden op radio en televisie, zoals het concert ter gelegenheid van zijn 70e verjaardag in de Kölner Philharmonie. In de loop der jaren heeft hij diverse liedjes zowel voor zichzelf als ook voor andere artiesten geschreven, waaronder ook diverse marsen voor carnavalsgezelschappen en dansgroepen.
In de latere jaren trad hij ook vaak op met andere vertolkers van het Keulse carnaval onder de naam Melodienreigen en zong naast zijn eigen liedjes ook klassiekers van Willi Ostermann, Gerhard Jussenhoven, Karl Berbuer en anderen.

## Onderscheidingen
- 1959: Ere-senator van de grote Ehrenfelder KG Rheinflotte van 1951 e.V.
- 1962: Ere-senator van de KG Kölsche Grielächer van 1927 e.V.
- 1968: Willi Ostermann-medaille
- 1970: Ere-senator van de oude Kölner Karnevalsgesellschaft Schnüsse Tring 1901 e.V.
- 1978: Drager van het Joldenen Spönnrads KG Spönnradsbeen MG-Hardt
- 1984: Drager van de Rheinlandorden "Das Goldene Herz" van de KG "Die Tönnisberger" 1968 e.V. uit Siegburg
- 1991: Drager van het gouden masker van de Stammtisch Kölner Karnevalisten van 1951 e.V.
- 1995: Goldener Römer – Römer Garde Köln-Weiden e.V.
- 1996: Ritter der Freude – Neue Pulheimer KG
- 2000: Ere-senator van de KG Klüttefunke Erfstadt-Liblar e.V.
- 2005: Erelid en drager van de erering van de Muuzemändelcher 1949 e.V.
- 2006: Grielächer van het jaar 2006, KG Kölsche Grielächer van 1927 e.V.
- 2007: Rheinlandtaler, Landschaftsverband Rheinland
- 2008: Lehrer-Welsch-Sprachpreis
- 2014: Drager van de gouden "R" van de grote Ehrenfelder KG Rheinflotte van 1951 e.V.

## Liederen
- Schön bruchste hück nit uszesinn (1955)
- Jede Stein en Kölle (eß e Stöck vun deer) (1955)
- D’r Decke Pitter (1956)
- Kölle bei Naach
- Et Poozeleed
- Em Martinsveedel
- Wer einmol nur durch Kölle geiht
- Der ahle Kuschteiebaum
- Och Verwandte, dat sin Minsche
- Et Zebingemännche
- Wann dr Decke Pitter lügg (1980)
- Ihrefelder Heimatleed (Marsch der Bürgergarde blau-gold)
- Wann ahl Schöre brenne
- Et Rheinpanorama (Luur ens vun Düx noh Kölle (vum Zauber bes do platt))
- Nee, wat is dat hee ne miese Laade
- Gangk ens en d'r Zoo un jröss mer ding Verwandte
- Wer hat Dornröschen wachgeküsst (Märchenprinz us Kölle)
- Am Dom zo Kölle
- De Fleutmanns (Wat e paar Been)

## Publicaties
- 2001: Jede Stein en Kölle es e Stöck von mir, Bachem
- 2013: Hans-Jürgen Jansen, De Kölnbard: Ludwig Sebus – Zur Freundschaft zählt ein frohes Herz: Ein autobiografisches Gespräch mit Ludwig Sebus, Ratio Books

## Tv-documentaties
- Ludwig Sebus – Der Grandseigneur im Kölner Karneval (45-minuten durende documentatie van Gisbert Baltes voor de WDR-televisie).

- Gemeinsame Normdatei: 122690516
- International Standard Name Identifier: 0000 0001 1467 3001
- Library of Congress Control Number: n2003086025
- MusicBrainz: 92064be9-19a8-4e5b-a665-2d4a302695e9
- Virtual International Authority File: 8275243
- WorldCat: E39PBJvmPwFxWDhCDjwDXBxMT3